# Semmelweis Egyetem Fül-Orr-Gégészeti és Fej-Nyaksebészeti Klinika
A Semmelweis Egyetem Fül-Orr-Gégészeti és Fej-Nyaksebészeti Klinikája, korábbi nevén II. Számú Szemészeti Klinika egy nagy múltú budapesti egészségügyi intézmény.

## Története
A Budapest józsefvárosi úgynevezett külső klinikai tömb épületeként 1910-ben épült a Szigony utca 36. szám alatt. Az épület tervezője nem ismert. A klinikán általános fül-orr-gégészeti, audiológiai, speciális hallásjavítási, cochlearis implantációi, otoneurológiai, foniátriai, logopédiai, fej-nyaksebészeti, endoszkópiai, plasztikai és rekonstruktív sebészeti, rhinológiai és allergológiai kezelések zajlanak, valamint magyar, német és angol nyelvű oktatásban vehetnek részt az általános- és fogorvostanhallgatók.

## Egyéb szakirodalom
- Pestessy József: Józsefvárosi orvosok, kórházak, klinikák, Budapest Józsefvárosi Önkormányzat, Budapest, 2002